# Lampra (bướm đêm)
Lampra  là một chi bướm đêm thuộc họ Noctuidae.